# Zgropoltsi
Zgropoltsi (en macédonien Згрополци) est un village du centre de la Macédoine du Nord, situé dans la municipalité de Gradsko. Le village ne comptait aucun habitant en 2002. 